# Lista de cidades das Filipinas por população
Este anexo contém a lista das maiores cidades das Filipinas de acordo com a população aproximada. Em negrito, a capital (e não maior cidade) Manila.

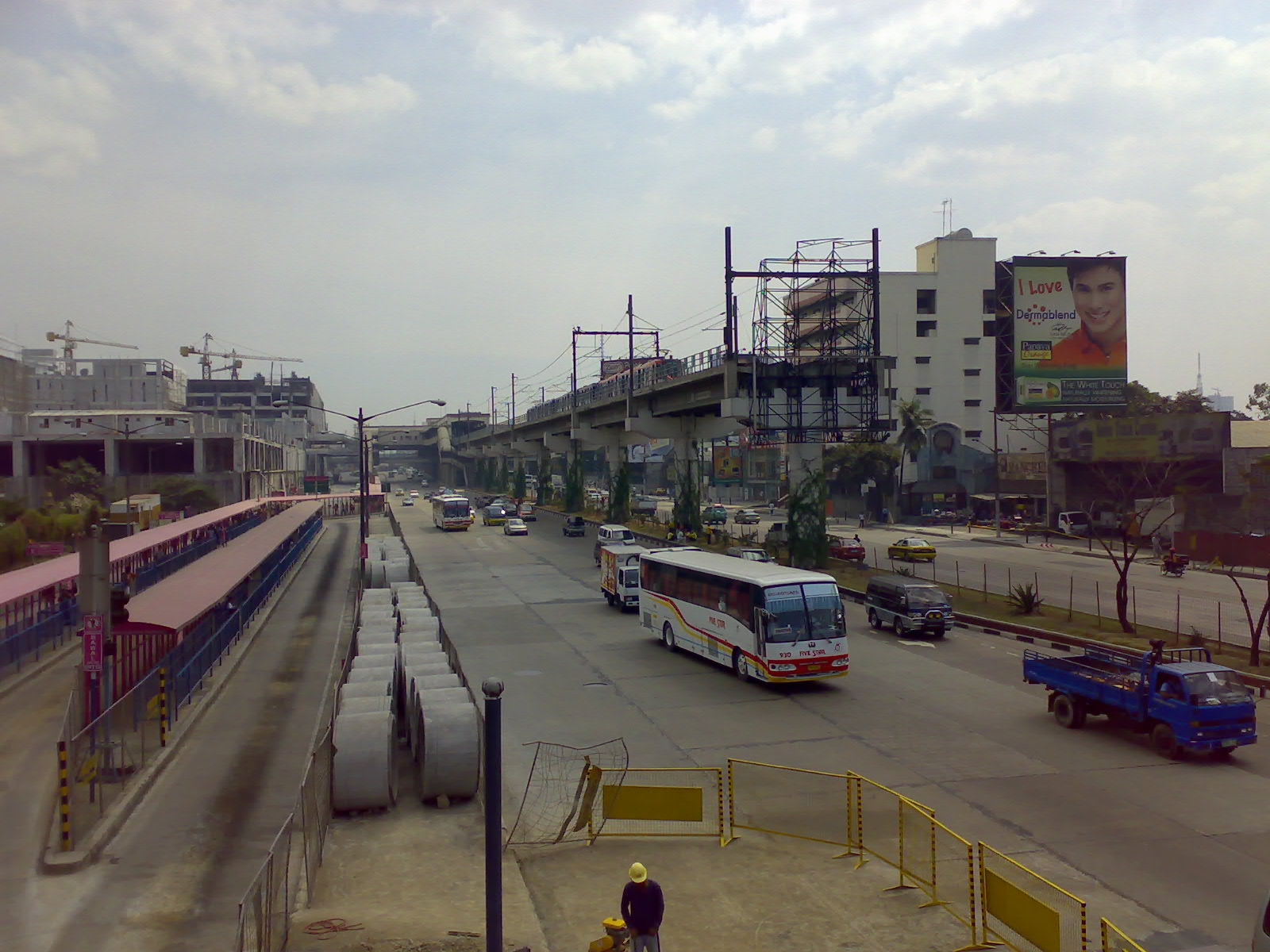
Cidade Quezón, a maior cidade das Filipinas.

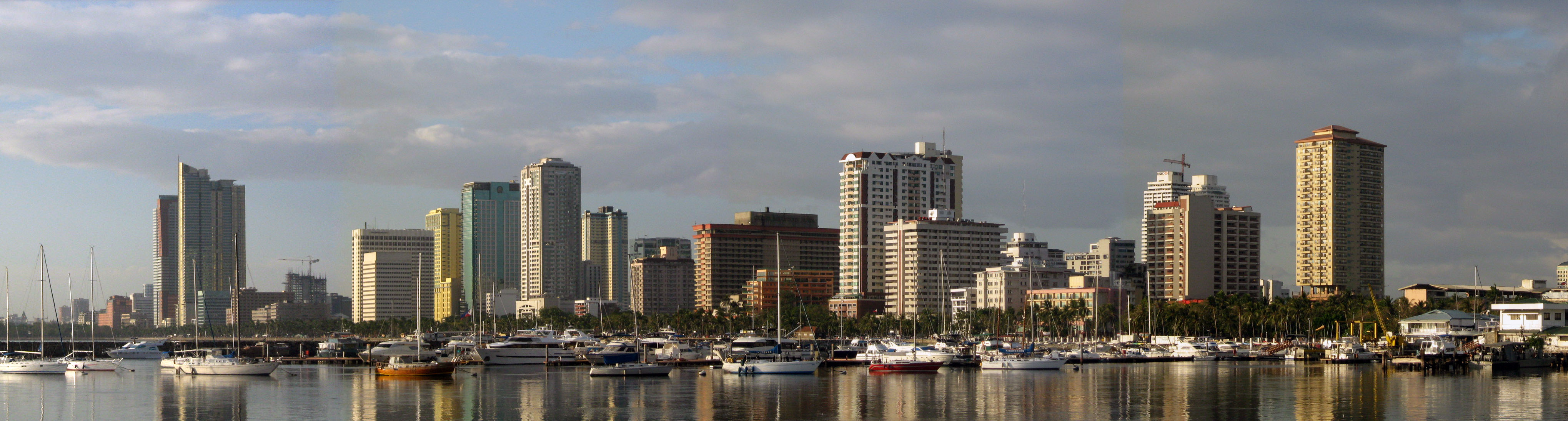
Manila, capital e 2ª maior cidade das Filipinas.

| Nº | Cidade             | População |
| -- | ------------------ | --------- |
| 1  | Quezon city        | 2 679 450 |
| 2  | Manila             | 1 660 714 |
| 3  | Davao              | 1 626 977 |
| 4  | Caloocan           | 1 378 856 |
| 5  | Cebu               | 830 962   |
| 6  | Zamboanga          | 753 655   |
| 7  | Dadiangas          | 661 651   |
| 8  | Antipolo           | 649 935   |
| 9  | Calamba            | 608 254   |
| 10 | Dasmariñas         | 522 235   |
| 11 | Cagayan            | 568 283   |
| 12 | Bacoor             | 493 573   |
| 13 | Bacólod            | 486 541   |
| 14 | Iloilo             | 427 008   |
| 15 | Mandaue            | 410 731   |
| 16 | San Jose del Monte | 407 890   |
| 17 | Cainta             | 386 129   |
| 18 | Cabanatuan         | 380 928   |
| 19 | Mabalacat          | 356 308   |
| 20 | Taytay             | 350 381   |